# Maiba (sockenhuvudort i Kina, Tibet Autonomous Region, lat 31,01, long 89,10)
Maiba (kinesiska: 买巴, Nizhi, 尼支, 买巴乡) är en sockenhuvudort i Kina. Den ligger i den autonoma regionen Tibet, i den sydvästra delen av landet, omkring 250 kilometer nordväst om regionhuvudstaden Lhasa. Antalet invånare är 1 383. Befolkningen består av 673 kvinnor och 710 män. Barn under 15 år utgör 28,0 %, vuxna 15-64 år 65 %, och äldre över 65 år 5,0 %.
Trakten runt Maiba är nära nog obefolkad, med mindre än två invånare per kvadratkilometer. Det finns inga andra samhällen i närheten. Trakten runt Maiba består i huvudsak av gräsmarker.
Genomsnittlig årsnederbörd är 586 millimeter. Den regnigaste månaden är juli, med i genomsnitt 199 mm nederbörd, och den torraste är november, med 7 mm nederbörd.